# デリック・クック
デリック・クック（Deryck Cooke, 1919年9月14日 - 1976年10月26日）は、イギリスの音楽学者。ワーグナー、ブルックナー、マーラーの専門家。

## 経歴
レスター出身。ケンブリッジ大学を卒業後に、BBCの音楽部門に勤務した（1947年 - 1959年、1965年 - 1976年）。
マーラーの《交響曲 第10番》の未完成の自筆譜から、数度にわたって実用版を作成した。アルマ・マーラーの承認を得られた第2版は、1964年8月13日にベルトルト・ゴルトシュミット指揮ロンドン交響楽団によって初演された。
その他に、ゲオルク・ショルティ指揮ウィーン・フィルハーモニー管弦楽団の録音による《ニーベルングの指環》全集の附録（ライトモティーフ集）において、監修者を務めたことでも知られる。
クロイドンにて脳出血のため他界した。